# 巴代 (政治人物)
巴代（1958年10月—），男，蒙古族，新疆和静人，中华人民共和国官员、工程师。第十届全国人大代表。

## 生平
1977年9月，巴代参加工作，到和静县克尔古提乡接受再教育至1978年3月。1978年3月到1982年8月，在新疆八一农学院（今新疆农业大学）水利系水电工程建筑专业学习。1982年8月到1984年1月，任巴音郭楞蒙古自治州建委农房科干部。1984年1月到1985年1月，任巴音郭楞蒙古自治州城建局干部。1985年1月到1989年5月，任巴音郭楞蒙古自治州建设局建筑工程监督站副站长。其间，1985年9月加入中国共产党。1989年5月到1990年6月，任巴音郭楞蒙古自治州建设局建筑工程监督站站长。1990年6月到1992年12月，任巴音郭楞蒙古自治州建设局副局长。
1992年12月到1993年4月，任巴音郭楞蒙古自治州州长助理。1993年4月到1998年1月，任巴音郭楞蒙古自治州副州长。其间，1994年3月到1994年7月在中共中央党校新疆班学习。1998年1月到1998年4月，任巴音郭楞蒙古自治州党委副书记、副州长、代理州长。1998年4月到2007年11月，任巴音郭楞蒙古自治州党委副书记、州长。其间，2001年3月到2002年2月，在中共中央党校中青年干部培训班学习。2001年3月到2004年1月起，在中共中央党校研究生班经济管理专业学习，毕业获得中共中央党校研究生学历。2006年6月到2007年1月，挂职担任中国长江三峡工程开发总公司机电工程部副主任。2007年11月到2008年1月，任巴音郭楞蒙古自治州党委副书记。
2008年1月到2013年1月，任新疆维吾尔自治区政协党组成员、秘书长。2013年1月30日，新疆维吾尔自治区政协第十一届委员会第一次会议选举巴代为新疆维吾尔自治区政协副主席。2018年1月，任新疆维吾尔自治区人大常委会副主任。2022年1月，辞去自治区人大常委会副主任职务。